# Mylène Lazare
Mylène Lazare (Francia, 20 de noviembre de 1987) es una nadadora francesa especializada en pruebas de estilo libre media distancia, donde consiguió ser medallista de bronce mundial en 2013 en los 4x200 metros.

## Carrera deportiva
En el Campeonato Mundial de Natación de 2013 celebrado en Barcelona ganó la medalla de bronce en los relevos de 4x200 metros estilo libre, con un tiempo de 7:48.43 segundos, tras Estados Unidos (oro con 7:45.14 segundos) y Australia (plata).